# Marsdenia arfakensis
Marsdenia arfakensis är en oleanderväxtart som beskrevs av P.I. Forster. Marsdenia arfakensis ingår i släktet Marsdenia och familjen oleanderväxter. Inga underarter finns listade i Catalogue of Life.